# フロム・ゼロ
『フロム・ゼロ』(From Zero) は、アメリカ合衆国のロックバンド、リンキン・パークの8枚目のスタジオ・アルバム。2024年11月15日に全世界同時リリースされ、スタジオ・アルバムとしては前作より7年ぶりとなる。2017年、前リードボーカルであるチェスター・ベニントンの死去後、活動休止と前ドラマーのロブ・ボードンの脱退を経て、新リードボーカルにエミリー・アームストロング、新ドラマーにコリン・ブリテンを迎え入れて発表された初の作品である。

## 概要
2024年9月5日、ライブストリーミングイベントにて新体制での再始動を表明、同時に新曲およびリードシングル『The Emptiness Machine』とともに本作が発表された。アルバムタイトルは、Linkin Parkになる前の最初期のバンド名である「Xero」と、新体制で始まる新たな章というダブルミーニングが込められている。デビューアルバム『ハイブリッド・セオリー』や2nd『メテオラ』といった初期作品のサウンドを彷彿とさせる楽曲もありながら、それ以降のエレクトロニック・ロックやポップ・ロックの要素も取り入れられている。
チャートではイギリスやオーストラリアをはじめ、カナダ、フランス、ドイツ、イタリア、ニュージーランド、スイスなど10ヵ国以上で初登場1位を獲得した。一方アメリカでは初登場2位に留まった。
本作を引っ提げた「From Zero World Tour」を2024年9月11日より開始したが、ギターのブラッド・デルソンはツアーへの不参加を表明した。代役のギタリストをアレックス・フェダーが務めることもあわせて発表した。

## 収録曲
1. From Zero (Intro)
2. The Emptiness Machine
  - 1stシングル
3. Cut The Bridge
4. Heavy Is The Crown
  - 2ndシングル、2024 League of Legends World Championship (Worlds 2024) アンセム[5]。
5. Over Each Other
  - 3rdシングル
6. Casualty
7. Overflow
8. Two Faced
  - 4thシングル
9. Stained
10. IGYEIH
  - タイトルは歌詞にもある「I give you everything I have」のイニシャリズムである。
11. Good Things Go